# Pfannhorn
Pfannhorn är ett berg i Österrike. Det ligger i den sydvästra delen av landet, 300 km sydväst om huvudstaden Wien. Toppen på Pfannhorn är 2 645 meter över havet, eller 471 meter över den omgivande terrängen. Bredden vid basen är 4,3 km.
Terrängen runt Pfannhorn är bergig åt nordost, men åt sydväst är den kuperad. Runt Pfannhorn är det ganska glesbefolkat, med 35 invånare per kvadratkilometer.. 
Trakten runt Pfannhorn består i huvudsak av gräsmarker.